# Аксёнов, Евгений Николаевич
Евгений Николаевич Аксёнов (яп. エフゲニー・ニコラエヴィチ・アクショーノフ, 5 марта 1924, Харбин — 5 августа 2014, Токио) — японский хирург русско-немецкого происхождения, специализировавшийся на хирургии брюшной полости. Больше 60 лет оперировал в Токио, параллельно занимался благотворительностью.
С 1953 года управлял токийской (Минато, Адзабудай) «Международной клиникой» (яп. インターナショナル・クリニック). За время работы принял множество пациентов, среди которых: Джон Уэйн, Майкл Джексон, Эдвин Райшауэр, Жак Ширак, Бред Питт, Мадонна, Джеральд Форд, Ольга Лепешинская, Мстислав Ростропович, Галина Вишневская, Геннадий Рождественский, Сергей Копейкин. Также был полиглотом, владея шестью языками: русским, английским, новогреческим, французским, японским и китайским. Известен также тем, что на сколоченное состояние от богатых клиентов позволял себе бесплатно лечить бедных, не имеющих деньги на лечение. Поскольку его клиника не входила в национальную систему покрытия медстраховкой рабочих, её клиентами по факту были только иностранцы.

## Биография
Родился в маньчжурском Харбине в районе нынешнего Шанчжи в семье русского белоэмигранта, бежавшего от революции, и немки. Посещал школу, управляемую католиками-иезуитами с обучением на французском. С детства мечтал стать врачом. В 1943 их семью посетил принц Ёситака Цугару (отец принцессы Ханако Цугару) из императорской семьи с целью купить у его отца чистокровную верховую (отец разводил породистых лошадей) и предложил Евгению поступить на обучение в университет Васэда, в котором тот отточил свой японский и на следующий год поступил в Токийский медицинский университет Дзикэй (яп. 東京慈恵会医科大学).
Чтобы подзаработать, снимался в пропагандистских фильмах Министерства армии Японии в роли шпионов. Также сыграл роли в фильмах «Человек из Чунцина» (яп. 重慶から来た男), «Малайский тигр» (яп. マレーの虎) и «Харимау» (яп. ハリマオ). Во время интернатуры в Хибие снялся в показанном в кинотеатре Toho Cinemas Yurakucho фильме «История чёрных кораблей» (яп. 黒船物語), иногда снимаясь с Кэнъити Энмото и Роппой Фурукава в роли генерала Таунсенда Харриса.
В 1948 году окончил медицинский университет, а в 1951 году сдал национальный экзамен для допущения к докторской практике. После окончания Второй мировой войны работал в армейском госпитале США и в штабе союзных оккупационных сил в должности переводчика, по долгу службы часто пересекаясь с такими людьми как Ёсука Мацуока, Иванэ Мацуи, Тосио Сиратори, Сюмэй Окава. Также консультировал Дугласа МакАртура, Ёсидзиро Умэдзу и Мамору Сигэмицу
В 1953 году открыл свою клинику в Роппонги, которая в 1956 году переехала в Адзабудай, где и находится поныне.
После падения Маньчжоу-го в 1945 году оставался апатридом, но в марте 2000 года натурализовался.
В 1997 году получил награду «Приз культуры имени Эйдзи Ёсикавы», в 2007 году — награду FESCO за вклад в общественное развитие (яп. 社会貢献者表彰), в 2011 году  — российский Орден Дружбы. Был признанным врачом ВОЗ.
Был женат на японке, с которой у них был сын.
5 августа 2014 года скончался, тем же вечером в Воскресенском соборе Токио прошли панихида и отпевание.

## Аресты
В 1979 году во время поездки в СССР был арестован КГБ как подосланный в Ленинград шпион США, но обвинение было столь нелепым, что его сняли и отпустили Аксёнова сразу же в день ареста.
18 декабря 1980 года был арестован полицией префектуры Канагава по подозрению в нарушении Закона о врачах (ja:医師法) за то, что оказал пациенту медицинскую консультацию без лицензии, хотя сам уже подрабатывал в клинике в порту Кавасаки.
Ещё до этого, в ноябре, при реконструкции башни линий ЛЭП в Иокагаме (район Мидори) было обнаружено установленное советское шпионское радиооборудование. Когда выяснилось, что директор вышеупомянутой клиники был завербованным советским шпионом, подозрение также пало и на Аксёнова, но тот в силу недостатка доказательств был отпущен после нескольких дней допроса лишь со штрафом в 20 тысяч иен за нарушение Закона о врачах. При этом во время задержания его посадили по соседству с прогремевшим на всю страну убийцей из Канагавы, забившим собственных родителей металлической бейсбольной битой.

## Появление на ТВ
- NHK BS 1, ハローニッポン 「六本木の赤ひげ先生～ユージン・アクセノフ」